# История человечества ЮНЕСКО
История человечества ЮНЕСКО — многотомное издание общей истории человечества с древнейших времен до XX века, выпущенное под эгидой ЮНЕСКО. Серия стремится проиллюстрировать взаимодействие культур на протяжении истории и их вклад в общий прогресс человечества. Это делается посредством продвижения плюралистического видения истории. Также есть издания посвящённые отдельным регионам (Африка, Центральная Азия, Латинская Америка, Карибский регион, различные аспекты исламской культуры).

## Цели и основные темы
«История человечества — научное и культурное развитие» (полное название первого издания серии) представляет собой универсальную историю человечества, охватывающую множество точек зрения, воспоминаний и мнений со всего мира и с разных точек истории. Эта задача была выполнена ЮНЕСКО в сотрудничестве с более чем 450 выдающимися учеными и исследователями.
Тома начинаются с доисторического периода и начала цивилизации и продолжаются до XX века. Традиционные методы исторического исследования, основанные на письменных источниках, используются вместе с более современными критическими методами, устными источниками и вкладом археологии. История человечества была опубликована в шести томах на нескольких языках, включая английский, французский, итальянский, русский, испанский и португальский.

## История
Первоначальные идеи ЮНЕСКО по работе над проектом, иллюстрирующим коллективную историю человечества, возникли в 1946 году. После создания Международного научного комитета и формирования международных групп для проведения исследований первое издание этой серии было завершено в 1966 году. В течение последующих десятилетий, с развитием социальных и физических наук и технологическими достижениями, проект был адаптирован, чтобы отразить эти изменения. Поэтому второе издание было подготовлено в начале 1980 года и завершено в 2009 году.

## Тома
Том I: Доисторические времена и начало цивилизаций
Под редакцией С. Дж. Де Лаэта, А. Х. Дани, Дж. Л. Лоренцо и Р. Б. Нуну
Том II: От третьего тысячелетия до седьмого века до н. э.
Под редакцией А. Х. Дэни, Дж. П. Моэна, Дж. Л. Лоренцо, К. А. Диопа, В. М. Массона, Т. Обенга, М. Б. Сакеллариу, Б. К. Тапар, Ся Най, Чжан Чаншоу
Том III: Седьмой век до нашей эры. до седьмого века нашей эры.
Под редакцией Э. Кондурачи, Дж. Херрманна, Э. Цюрхера, Я. Харматты, Х. Литвака Кинга, Р. Лониса, Т. Обенги, Р. Тапара, Чжоу Иляна
Том IV: С седьмого по шестнадцатый век
Под редакцией М. А. Аль-Бахита, Л. Базена, С. М. Сиссоко, А. А. Камель, М. С. Асимова, П. Гендроп, А. Гейштора, И. Хабиба, Ю. Караяннопулоса, Х. Литвака Кинга, П. Шмидта
Том V: С шестнадцатого по восемнадцатый век
Под редакцией П. Берка, Х. Иналджика, И. Хабиба, Дж. Ки-Зербо, Т. Кусамицу, К. Мартинеса Шоу, Е. Черняка, Э. Трабулсе.
Том VI: Девятнадцатый век
Под редакцией П. Матиаса, Н. Тодорова, Г. Карреры Дамаса, А. О. Чубарьяна, Шу-Ли Джи, И. Д. Тиам
Том VII: Двадцатый век
Под редакцией С. Гопала, С. Л. Тихвинского, И. А. Абу-Лугход, Г. Вайнберг, И. Д. Тиам, В. Тао
На русском языке в собрание томов по инициативе комиссии России по делам ЮНЕСКО включён 8 том «Россия». Том выпущен российскими историками под общей редакцией А. Н. Сахарова и при участии А. Н. Боханова и В. А. Шестакова.